# Campionato sudamericano di club 1985 (hockey su pista)
Il Campionato sudamericano 1985 è stata la 4ª edizione della massima competizione sudamericana di hockey su pista riservata alle squadre di club. Il torneo ha avuto luogo dal 15 al 20 ottobre 1985 in Brasile a Sertãozinho. Il titolo è stato conquistato dai brasiliani del Sertãozinho per la seconda volta nella loro storia classificandosi davanti agli argentini e campioni uscenti dell'UV Trinidad.

## Squadre partecipanti
| Nazione   | Club          | Città        | Qualificazione |
| --------- | ------------- | ------------ | -------------- |
| Argentina | Estudiantil   | San Juan     |                |
| Argentina | Huracán       | Buenos Aires |                |
| Argentina | UV Trinidad   | San Juan     |                |
| Brasile   | Internacional | Porto Alegre |                |
| Brasile   | Sertãozinho   | Sertãozinho  |                |
| Cile      | Bio Bio       |              |                |

## Prima fase

### Risultati
|            | Partita                     |        |
| ---------- | --------------------------- | ------ |
| 15-10-1985 | Bio Bio - Huracán           | 2 - 4  |
| 15-10-1985 | UV Trinidad - Internacional | 6 - 1  |
| 15-10-1985 | Sertãozinho - Estudiantil   | 6 - 8  |
| 16-10-1985 | Sertãozinho - Huracán       | 5 - 4  |
| 16-10-1985 | Estudiantil - UV Trinidad   | 4 - 5  |
| 16-10-1985 | Internacional - Bio Bio     | 8 - 8  |
| 17-10-1985 | Huracán - Internacional     | 4 - 2  |
| 17-10-1985 | Sertãozinho - UV Trinidad   | 3 - 3  |
| 17-10-1985 | Estudiantil - Bio Bio       | 12 - 5 |
|            |                             |        |

|            | Partita                     |        |
| ---------- | --------------------------- | ------ |
| 18-10-1985 | Internacional - Estudiantil | 2 - 7  |
| 18-10-1985 | Huracán - UV Trinidad       | 3 - 5  |
| 18-10-1985 | Sertãozinho - Bio Bio       | 17 - 3 |
| 19-10-1985 | UV Trinidad - Bio Bio       | 9 - 3  |
| 19-10-1985 | Sertãozinho - Internacional | 4 - 2  |
| 19-10-1985 | Estudiantil - Huracán       | 9 - 2  |
|            |                             |        |

### Classifica finale
|  | Pos. | Squadra       | Pt | G | V | N | P | GF | GS | DR  |
|  | ---- | ------------- | -- | - | - | - | - | -- | -- | --- |
|  | 1.   | UV Trinidad   | 9  | 5 | 4 | 1 | 0 | 28 | 14 | +14 |
|  | 2.   | Estudiantil   | 8  | 5 | 4 | 0 | 1 | 40 | 20 | +20 |
|  | 3.   | Sertãozinho   | 7  | 5 | 3 | 1 | 1 | 35 | 20 | +15 |
|  | 4.   | Huracán       | 4  | 5 | 2 | 0 | 3 | 17 | 23 | -6  |
|  | 5.   | Internacional | 1  | 5 | 0 | 1 | 4 | 15 | 29 | -14 |
|  | 6.   | Bio Bio       | 1  | 5 | 0 | 1 | 4 | 21 | 50 | -29 |

Legenda:
      squadre qualificate alla fase finale.
Note:
Due punti a vittoria, uno a pareggio, zero a sconfitta.

## Fase finale

### Risultati
|            | Partita                   |       |
| ---------- | ------------------------- | ----- |
| 20-10-1985 | Estudiantil - Huracán     | 2 - 2 |
| 20-10-1985 | Sertãozinho - UV Trinidad | 4 - 2 |
| 20-10-1985 | UV Trinidad - Estudiantil | 8 - 1 |
|            |                           |       |

|            | Partita                   |       |
| ---------- | ------------------------- | ----- |
| 20-10-1985 | Sertãozinho - Huracán     | 6 - 1 |
| 20-10-1985 | Huracán - UV Trinidad     | 3 - 6 |
| 20-10-1985 | Sertãozinho - Estudiantil | 2 - 1 |
|            |                           |       |

### Classifica finale
|  | Pos. | Squadra     | Pt | G | V | N | P | GF | GS | DR |
|  | ---- | ----------- | -- | - | - | - | - | -- | -- | -- |
|  | 1.   | Sertãozinho | 6  | 3 | 3 | 0 | 0 | 12 | 4  | +8 |
|  | 2.   | UV Trinidad | 4  | 3 | 2 | 0 | 1 | 16 | 8  | +8 |
|  | 3.   | Huracán     | 1  | 3 | 0 | 1 | 2 | 6  | 14 | -8 |
|  | 4.   | Estudiantil | 1  | 3 | 0 | 1 | 2 | 4  | 12 | -8 |

Legenda:
      Vincitore Campionato sudamericano.
Note:
Due punti a vittoria, uno a pareggio, zero a sconfitta.

## Campioni
| Campione del Sudamerica 1985 |
| ---------------------------- |
| Sertãozinho 2º titolo        |